# Filip Gramàtic
Filip Gramàtic o Filip Retòric o Filip Sofista (en llatí Philippus, en grec Φίλιππος) va ser un escriptor i sofista grec. No es coneixen l'època ni les obres que va escriure, però ha de ser posterior a Herodià (que va viure al segle ii i segle iii).
El Suides li atribueix una obra sobre les lletres aspirades Περὶ πνευμάτων, De Spiritibus, inspirat en Eli Herodià i arranjat alfabèticament; i també una obra titulada Περὶ πνευμάτων, συναλοιφη̂ς, De Synaloepha.